# トンパ・シェンラプ

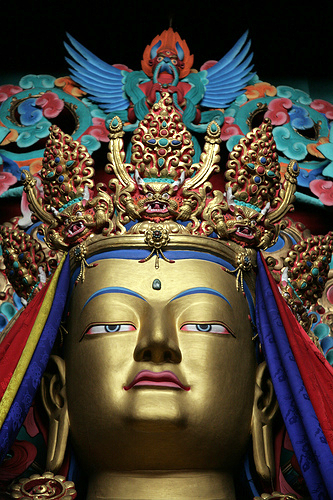
トンパ・シェンラプ

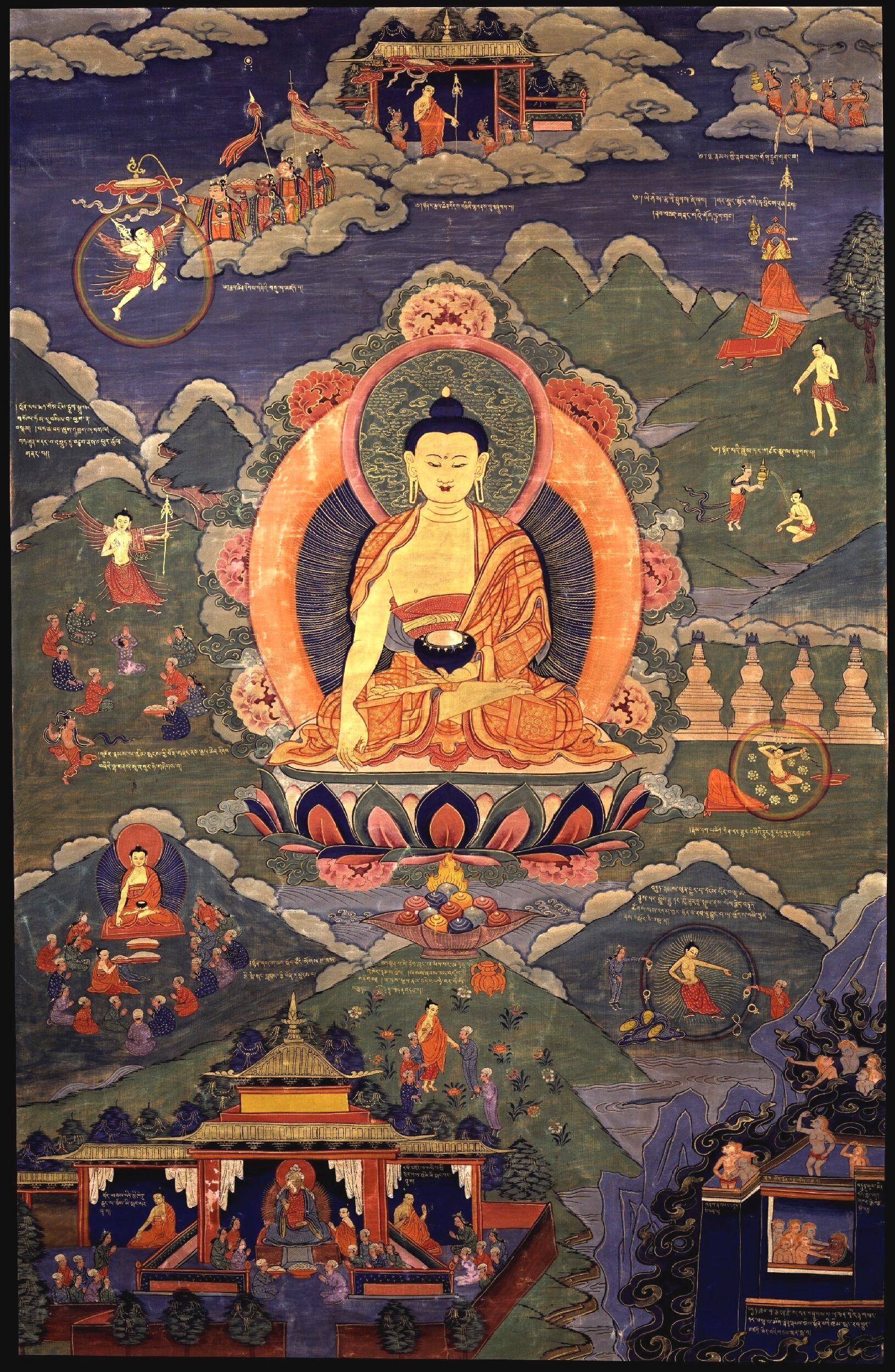
トンパ・シェンラプの生涯を描いた19世紀の絵画, Rubin Museum of Art

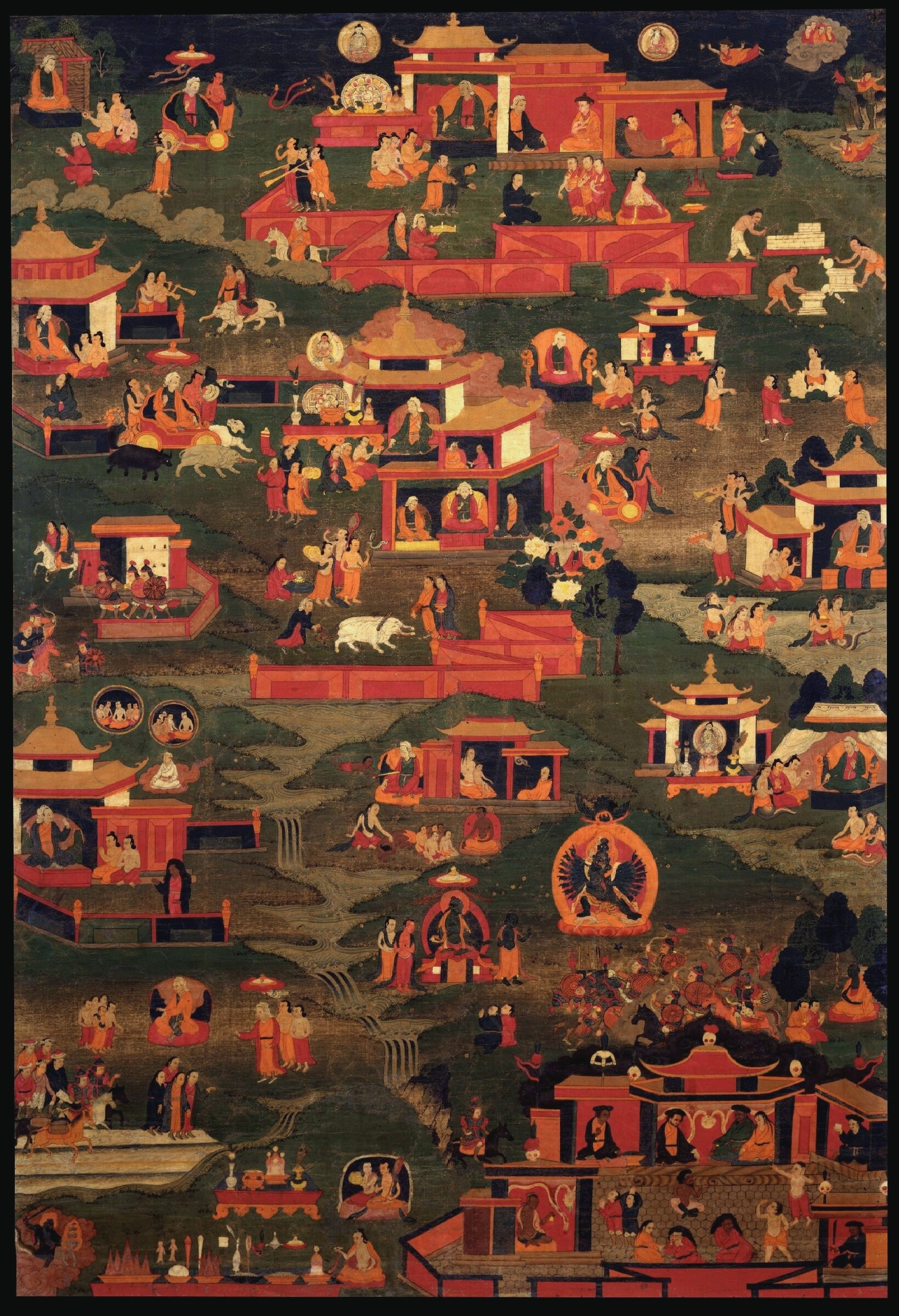
トンパ・シェンラプの生涯を描いた19世紀の絵画, Rubin Museum of Art

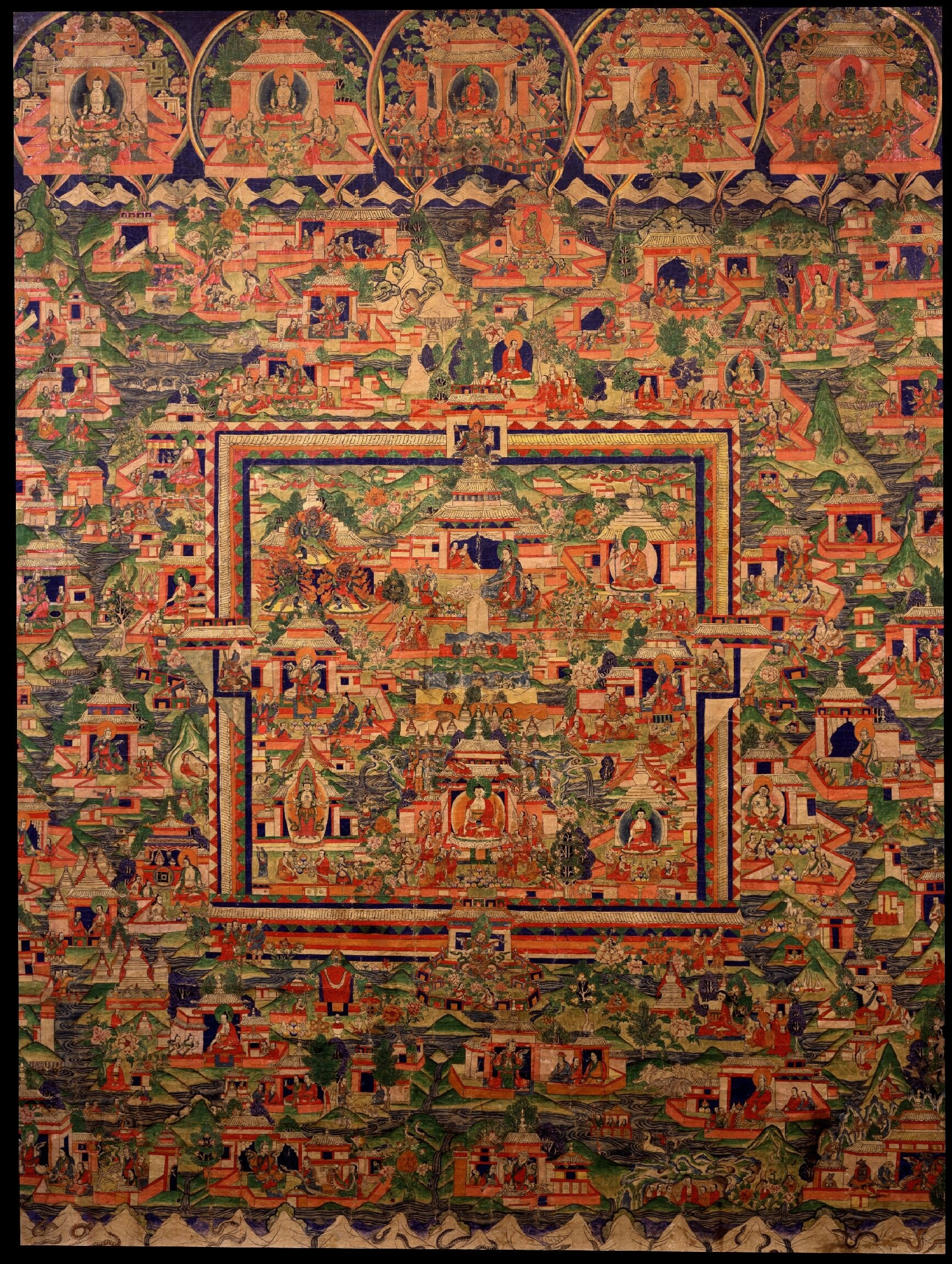
トンパ・シェンラプが学んだオルモ・ルンリン, 19世紀の絵画, Rubin Museum of Art

トンパ・シェンラプ（蔵: ston pa gshen rab〉とは、チベット、ボン教の伝説的な創始者。トンパ・シェンラプの生涯の物語は、14世紀の埋蔵経発掘者であるロデン・ニンポによってもたらされた。トンパ・シェンラプ・ミウォ・チェ（ston pa gshen rab mi bo che）、シェンラプ・ミウォ（gshen rab mi bo）、ブッダ・シェンラプ（sangs rgyas gshen rab）、グル・シェンラプ（gu ru gshen rab）とも呼ばれる。

## 概要
サムテン・カルメーは次のように述べている：
〔トンパ・シェンラプ〕は〔ボン教において、〕仏教の釈迦牟尼によく似た地位にある。しかし、（…）彼の歴史性を裏付ける史料、（あるいは、10世紀以前の史料）は見つかっていない。彼の生きた年代、彼の人種、彼の活動、また、彼の直説、あるいは彼の言葉と信じられているおびただしい典籍の権威を裏付けるものは見つかっていないのだ。

## 生涯
ボン教の伝統によれば、トンパ・シェンラプはゴータマ・ブッダの一万八千年前に生きた人物である。まず、トンパ・シェンラプは最初にタジク・オルモ・ルンリン（stag gzig 'ol-mo lung-ring）でボン教を学び、慈悲の神であるシェンラ・オカル（gshen lha 'od dkar）に対して、世の人々を涅槃、解脱の道へと導くことを誓った。
ゴータマ・ブッダと同じく、トンパ・シェンラプは王族の生れであり、彼は31歳で王国の財産を放棄して悟りの道を探す旅に出た。
トンパ・シェンラブは出家者として暮らし、小欲知足の生活に住し、ボン教の教義を広めた。やがて、彼はカイラス山の近隣であると広く信じられているシャンシュンの地にたどり着いた。
トンパ・シェンラブの生涯に関しては、三大典籍である『ドドゥ』（mdo 'dus）、『セルミク』（gzer mig）、『スィジー』（gzi brjid）に記されている。『ドドゥ』と『セルミク』は、10世紀あるいは11世紀に埋蔵経典発掘者によって発見されたテルマである。『スィジー』は、師から弟子に伝えられてきた口頭伝承（snyan brgyud）である。